# Allobates bacurau
Espèce
Allobates bacurau est une espèce d'amphibiens de la famille des Aromobatidae.

## Répartition
Cette espèce est endémique de l'État d'Amazonas au Brésil. Elle se rencontre à Manicoré.

## Description
Les mâles mesurent de 14,0 à 14,7 mm et les femelles de 14,7 à 14,9 mm.

## Publication originale
- Simões, 2016 : A new species of nurse-frog (Aromobatidae, Allobates) from the Madeira River basin with a small geographic range. Zootaxa, no 4083(4), p. 501–525.